# جان كلود دوراند
جان كلود دوراند (بالفرنسية: Jean-Claude Durand)‏ (26 نوفمبر 1967 فرنسا - 18 فبراير 2006 فرنسا) هو لاعب كرة قدم فرنسي سابق كان يلعب كلاعب وسط.

## روابط خارجية
- جان كلود دوراند على موقع قاعدة بيانات كرة القدم.إي يو (الإنجليزية)